# Покер на костях

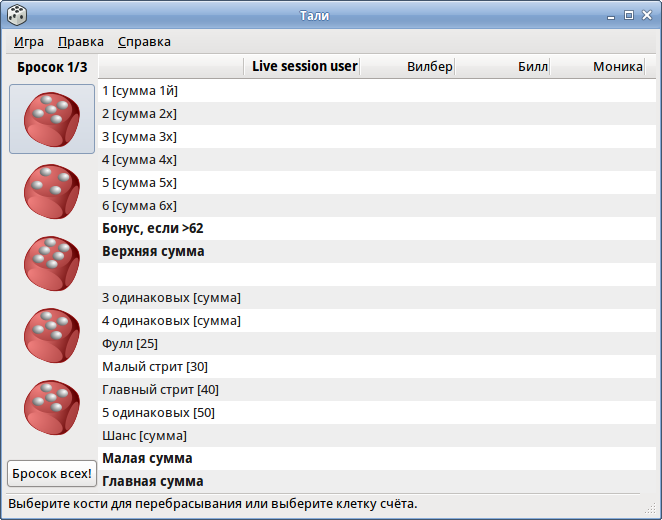
Компьютерная версия Покера на костях — «Tali» из набора игр GNOME Games

Покер на костях (англ. Yahtzee) — азартная игра в кости. В неё могут играть от двух человек и более, оптимальное число игроков — четыре. Для игры используют 5 кубиков с числовыми достоинствами от 1 до 6. В зависимости от игровой ситуации, выбрасываются от одного до пяти кубиков одновременно. За выполнение определённых комбинаций даются очки. Все комбинации и результаты их выполнения записываются в таблицу. Цель игры — набрать наибольшую сумму очков.

## Правила игры
Игра состоит из двух этапов. На первом этапе (иногда называемом «обязательная игра») игроки выкидывают кости, стремясь добиться выпадения трёх или более костей одного достоинства. На это отводится три броска. После первого броска кости для задуманной комбинации откладываются в сторону, оставшиеся кости выбрасываются вновь. При следующих бросках возможно изменение выбранной первоначально комбинации, при этом разрешается бросать и ранее отложенные кубики. После любого броска можно поменять задуманную комбинацию. После выполнения трёх бросков результат заносится в таблицу. Если выпали три кости одинакового достоинства, то просто отмечается, что комбинация выполнена, если же меньше или больше трёх, то разница, умноженная на достоинство кости, заносится в таблицу со знаком минус или плюс.
Пример таблицы:
- единицы — −1, например, 1, 1, 2, 3, 6
- двойки — 0, например, 2, 2, 2, 3, 5
- тройки — +3, например, 3, 3, 3, 3, 4
- четвёрки — 0, например, 1, 4, 4, 4, 5
- пятёрки — −5, например, 2, 3, 5, 5, 6
- шестёрки — +6, например, 1, 6, 6, 6, 6

После того как все игроки завершили первый этап подводится промежуточный итог. Если у играющего сумма больше или равна нулю, то ему добавляется +50 очков.
На втором этапе игроки должны выполнять следующие комбинации:
- пара — две кости одинакового достоинства, например, 2, 2
- две пары — две кости одного достоинства и две кости другого достоинства, например, 3, 3 и 6, 6
- тройка — три кости одинакового достоинства, например, 1, 1, 1
- малый стрит — последовательность четырёх костей 1, 2, 3, 4 или 2, 3, 4, 5 или 3, 4, 5, 6
- большой стрит — последовательность пяти костей 1, 2, 3, 4, 5 или 2, 3, 4, 5, 6
- чёт — пять костей с чётным количеством точек 2, 2, 4, 4, 6 или 2, 2, 2, 4, 6
- нечёт — пять костей с нечётным количеством точек 1, 3, 3, 5, 5 или 1, 1, 1, 1, 5
- фул хаус — «пара» плюс «сэт», например, 1, 1, 3, 3, 3
- каре — четыре кости одинакового достоинства, например, 4,4,4,4
- покер — пять костей одинакового достоинства, например, 5, 5, 5, 5, 5
- шанс — пять костей любого достоинства, например, 1, 2, 4, 5, 6.

Очки на втором этапе начисляются суммированием выпавших костей. Если комбинация была выполнена с первого броска, то сумма удваивается (кроме «шанса»). Так, например, за комбинацию «две пары», с выпавшими двумя тройками и двумя шестёрками, полагается 3+3+6+6=18 очков; если с первого броска, то 36 очков. За выполнение покера даётся дополнительно 50 очков. Если ни одна комбинация за три броска не выполнена, то в графе любой из оставшихся комбинаций ставится прочерк, отрицательных очков на втором этапе нет.
По завершении второго этапа производится окончательный подсчёт очков. Далее очки всех игроков складываются, эта сумма делится на число игравших, таким образом находится среднее. Вычитая среднее из очков игрока, определяют выигрыш или проигрыш каждого.
Для того чтобы удачно делать ставки, важно использовать возможность подстраховки (размещение фишек на противоположных по значению полях). Кроме того, стоит руководствоваться частотой выпадения тех или иных сочетаний. В отличие от рулетки, тут можно ориентироваться не на ближайшую статистику, а на общие данные, установленные для комбинаций из двух костей:
- сочетания, образующие семёрки, выпадают с вероятностью 6:36;
- шестёрки и восьмёрки — 5:36;
- пятёрки и девятки — 4:36;
- четвёрки и десятки — 3:36;
- три и одиннадцать — 2:36;
- два и двенадцать — 1:36.

Учитывая вероятность формирования той или иной суммы, можно делать более или менее безопасные и точные ставки. Выигрыши за такие сочетания будут меньше, однако вероятность получить награду — больше.

## Разновидности
- Вариант, когда на первом этапе ведётся просто выполнение обязательных комбинаций, плюсовые очки не начисляются. Но учитываются неиспользованные попытки, которые потом можно будет использовать на втором этапе или по окончании игры получить по 3 плюсовых очка за каждую неиспользованную попытку. Премия в 30 очков также даётся за выполнение комбинации «каре».
- Вариант, при котором играется любая комбинация из таблицы, по усмотрению игрока. При игре обязательных комбинаций (единицы, двойки, тройки, четвёрки, пятёрки и шестёрки), учитывается сумма выпавших костей нужного достоинства. Например если выпало 2,2,2,4,5 — то в двойки можно записать 2*3=6, в четвёрки — 4*1=4, в пятёрки — 5*1=5, в комбинацию тройку одинаковых записывается сумма 2+2+2+4+5=15. Во все остальные поля таблицы (кроме Шанса), в случае не сыгранной комбинации, записывается ноль. Комбинации приносят количество очков, выпавшее на костях, выполнение Покера всегда приносит 50 очков независимо от достоинства. Выполненный Короткий стрит всегда приносит 25 очков. Выполненный Длинный стрит всегда приносит 30 очков. Комбинации за исключением «Чёт» и «Нечёт».
- Существует вариант игры в которой каждый игрок кидает все пять игральных костей, после чего он может заявить, что доволен результатами или перекинуть любое количество костей (от одной до пяти). После второго броска у него снова есть выбор — принять полученную комбинацию или снова перекинуть кости, причём он не имеет права трогать те кости, которые остались нетронутыми после первого сбрасывания. Таким образом, у каждого игрока есть три попытки собрать наиболее выгодную комбинацию. После третьего сбрасывания вне зависимости от результата ход переходит к игроку сидящему слева. В конце круга, когда все игроки сделали свои ходы, выигрывает тот у кого окажется высшая комбинация.
- Есть вариант, при котором первые три хода идут в обязательный этап, а все остальные — по усмотрению игрока (то есть дальше он после сбора комбинации решает, записать ли её в обязательный этап или свободный). В конце игры очки, набранные в обязательной игре, суммируются отдельно, и если их сумма меньше 0, она умножается на 10. Кроме того, за собранные комбинации из свободной части, кроме пары, двух пар и тройки, даются дополнительные очки, фиксированное количество за каждую комбинацию.

Возможны следующие комбинации (в порядке убывания):
1. Покер — пять костей одного вида
2. Каре — четыре кости одного вида
3. Фулл хаус — три кости одного вида + пара
4. Стрит — последовательность из 5 костей по порядку
5. Тройка — три кости одного вида
6. Две пары — две кости одного вида и две кости другого вида
7. Пара — две кости одного вида
8. Наивысшее очко — в случае, если ни у кого не выпало покерной комбинации выигрывает игрок с наивысшей суммой очков среди пяти несовмещающихся в комбинацию баллов, выпавших на игральных костях.

Если комбинации двух игроков одинаковы (например, у двух игроков по Каре), то выигрывает тот у кого выше очки, выпавшие на костях. Если у игроков одинаковые комбинации, то они разыгрывают партию друг с другом.
- Правила немецкого варианта (книфель) также отличаются от приведённых.

## Названия
На английском языке эта игра называется Yahtzee и является торговой маркой фирмы Hasbro, по версии которой игра была изобретена канадской супружеской парой, которая называла её Yacht Game («яхтенной игрой»), потому что они играли в неё с друзьями на своей яхте. Супружеская пара попросила предпринимателя Эдвина Лоу сделать несколько подарочных игровых наборов, чтобы они могли дарить их друзьям, которым понравилась игра. Лоу оценил возможность коммерческого успеха игры и получил права на игру в обмен на 1000 игровых наборов. Первая Yahtzee была выпущена в 1956 году компанией Эдвина — E.S. Lowe. После поглощения бренда E.S. Lowe, право на производство игры принадлежало компании Milton Bradley, которая в 1984 году стала дочерним предприятием Hasbro. В немецком языке её называют «Книфель» (нем. Kniffel). Альтернативное название — «Тали» (англ. Tali). На Балканском полуострове, особенно на территории бывшей Югославии распространена разновидность под названием «ямб» (англ. Yamb, сербохорв. јамб), главной особенностью которой является возможность играть одному.

## В компьютерных играх
Упрощенная версия игры, состоящая из двух бросков, присутствует в Action/RPG Ведьмак и Ведьмак 2: Убийцы королей.
Присутствует в Gloria Victis

## Распространение игры
Популярность покера на костях связана с простыми правилами, а также его доступностью. Множество вариантов игры можно найти в интернете, также покер на костях легко закачать на смартфон или планшет. В последнее время игра Yahtzee набрала популярность не только в покерных залах и казино. Она продается в стационарных и онлайн магазинах как развлечение для всей семьи. Игра развивает математические навыки, помогает тренировать память, что особенно необходимо для школьников. При всех достоинствах покер на костях обладает ещё одним плюсом, обеспечивающим его популярность — дешевизной. Для игры необходим лишь набор костей и карточка с правилами. Интеграция в компьютерные игры также делает свое дело, продукт "Ведьмак" стал ярким тому примером.

## Компьютерные реализации
- Tali — в наборе игр GNOME Games.
- Kiriki — в наборе игр KDE Games.
- Yumb (1991 г.) — основана на ямбе, разработчик Андрей Суботич (СФРЮ)[5]
- MegaYamb (1994 г.) — основана на ямбе, разработчик Bradarich Software (Югославия)[5]
- Professional Yamb (1995 г.) — основана на ямбе, разработчик Ognjasoft (Югославия)[5]